# Вшанування пам'яті та образ Тараса Шевченка у масовій культурі

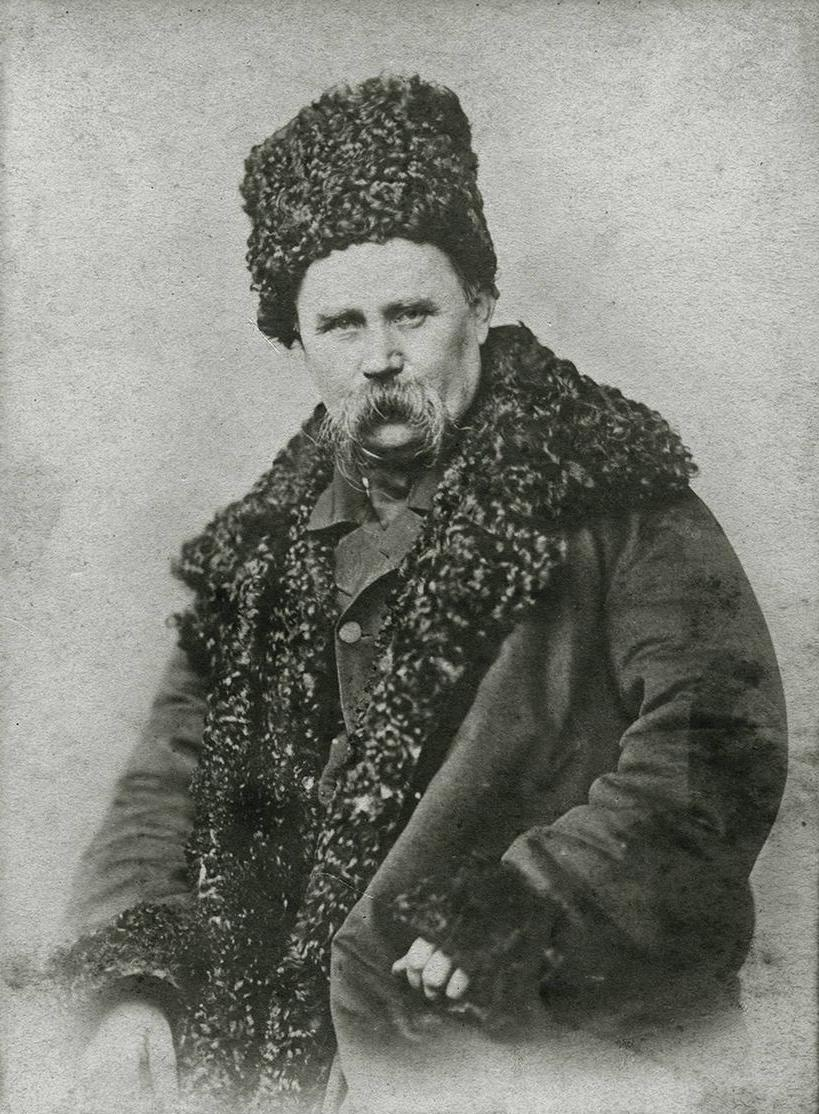
Тарас Шевченко, світлина 1859 року

Тарас Шевченко — одна з найпопулярніших постатей в українських культурі та мистецтві. Вшанування пам'яті Шевченка як національного героя, поета та символа відбувається не лише в Україні, а й за її межами.

## Відзначення роковин
Відзначення роковин Тараса Шевченка проходять щороку 9-го (день народження) та 10 березня (день смерті).
У Російській імперії відзначення роковин Шевченка заборонялося владою через небезпеку спалаху народних антивладних протестів. За часів СРСР був наданий офіційний дозвіл на вшанування пам'ятних дат Шевченка.
1961 року Віра Васовчик видала працю «Відзначення 100-річного ювілею з дня смерті Т. Г. Шевченка в Угорщині».
1964 року 150-ліття відзначалося на всесоюзному рівні. Казахський мистецтвознавець Олена Вандровська уклала каталог «Каталог выставки, посвященной 150-летию со дня рождения Т. Г. Шевченко» (Алма-Ата).
2014 року в Україні на урядовому рівні планувалося::
- створення проектної документації іконостасу Успенського собору в м. Каневі,
- утворення Міжнародного культурно-інформаційного центру «Шевченківський дім» у будівлі культурно-мистецького та музейного комплексу «Мистецький арсенал»;
- видання «Шевченківської енциклопедії» у 6-ти томах;
- створення, реставрації та тиражування фільмів про життя і творчість Шевченка;
- проведення спільних українсько-російських заходів в рамках відзначення 200-річчя від дня народження Шевченка у 2014 році й іншого.

Телеканал «Інтер» та інформаційний портал «Подробиці» створили інтерактивну карту об'єктів, присвячених Шевченку. На карті проекту «Світ Шевченка» відзначено 1060 пам'ятників Кобзарю, міста, села, вулиці, музеї, навчальні заклади, театри, названі на його честь.
Окрім цього, 7 березня того року НБУ випустив пам'ятну монету «200-річчя від дня народження Т. Г. Шевченка», а у Донецьку  вийшло видання «Донецька Шевченкіана у датах і подіях: 1851—2014».
З 1 по 17 березня 2024 року у Центральному будинку художника Національної спілки художників України, на честь 210-ї річниці від дня народження Шевченка, була відкрита масштабна виставка, якою розпочалися Шевченківські дні в Україні.
| - 150-річчя з дня смерті Шевченка (Канів, 2011) - 150-річчя з дня смерті Шевченка (Канів, 2011) - 200-річчя з дня народження Шевченка (Київ, 2014) - 200-річчя з дня народження Шевченка (Київ, 2014) - 200-річчя з дня народження Шевченка (Київ, 2014) - 200-річчя з дня народження Шевченка (Київ, 2014) |

## Спогади
Спогади про Шевченка залишили Олександр Лазаревський, Гнат Бондаренко, Варфоломій Шевченко, Петро Лебединцев, Феофан Лебединцев, Михайло Чалий, Іван Зайцев, Аполлон Мокрицький,
Іван Панаєв, Є. А. Ганненко,
Григорій Честахівський, Ф. П. Пономарьов, П. І. Мартос, М. А. Маркевич, Олександр Струговщиков, Дмитро Григорович, Р. О. Земкевич, Андрій Козачковський, Петро Селецький, Іван Лисенков, Віктор Ковальов, Олександр Афанасьєв-Чужбинський, Вільям Беренштам, Василь Тарновський, Віктор Аскоченський, Пантелеймон Куліш, Микола Костомаров, Юліан Беліна-Кенджицький, Лев Мацієвич, В. Г. Шурат, Микола Білозерський, М. Д. Шигарін, Андрій Ананьєв й багато інших знайомих поета.

## Пам'ятники
Загалом, в Україні та світі є 1384 пам'ятники Шевченкові, з них 1256 — в Україні та 128 — за кордоном у 35 країнах. Це найбільша у світі кількість монументів, встановлених діячеві культури.
| - Київ - Вашингтон - Прага - Куритиба - Нові-Сад - Харків - Будапешт |

## Меморіальні дошки та знаки
Шевченку встановлено безліч меморіальних дошок та знаків. Зокрема, перебування поета в Києві вшановане декількома дошками, зокрема на фасаді Червоного корпусу Київського університету; на будинку Літературно-меморіального музею; пам'ятний знак біля Хати на Пріорці, а також на церкві Різдва Христового на Поштовій площі, де в старій будівлі стояла домовина Кобзаря і було відправлено панахиду за спокій його душі.
Ряд дощок встановлено в Санкт-Петербурзі — на будинку Академії мистецтв, де він жив, працював і помер; на Загородному проспекті, 8, де Шевченко проживав в 1832—1838 роках та на 5-й лінії, 3 — місце проживання поета у 1840—1844 роках.
Окрім цього Шевченку встановлені меморіальні дошки та знаки у тих місцях світу, де він не бував, зокрема у Празі, Ризі, Страсбурзі.
| - Івано-Франківськ - Київ - Канів - Канів - Санкт-Петербург - Прага - Рига |

## Топоніми
Ім'я Шевченка носять хороніми (назви територій). Зокрема, 1935 року на сході Харківської області було створено Шевченківський район. Його адміністративним центром є селище Шевченкове. Ще чотири Шевченківські райони існують як адміністративні одиниці в межах великих міст: Києва (1937), Запоріжжя (1962), Чернівців (1965) та Львова. Наступними є Шевченкові ойконіми (назви населених пунктів). 1964 року, коли відзначався 150-річний ювілей поета, 196 населених пунктів СРСР носили ім'я Шевченка. Нині в Україні 164 населені пункти названі на честь Шевченка. У Казахстані ім'я Шевченка носить Форт-Шевченка, з 1964 по 1991 роки місто Актау мало назву Шевченко. Назву Шевченко нині мають 3 села, 4 селища і 8 хуторів в Адигеї, Башкортостані, Краснодарському краї та 8 областях Російської Федерації. Назву Шевченко носить і село у Рибницькому районі Придністровської Молдавської республіки. У 1944—1957 роках назву Шевченко носило село Літовищі у Польщі.
Серед Шевченкових топонімів є й гідронім (водний об'єкт). У західній частині Аральського моря є затока Шевченка. Ще 1849 року під керівництвом Олексія Бутакова була проведена перша наукова експедиція з опису Аральського моря. Під час цього дослідження затока була названа на честь генерал-фельдмаршала Івана Паскевича. А 1961 року затоку перейменували на честь Шевченка. За межами України знаходиться й один оронім (назва мінливості рельєфу). Це пік Шевченка — вершина висотою 4 200 м на північному схилі Великого Кавказу, в Боковому хребті. Вона названа на честь Шевченка українськими альпіністами, які вперше зійшли на цю вершину Кавказу 1939 року.
Чимало є в Україні та світі урбанонімів, що носять ім'я Шевченка — міських топонімічних об'єктів (вулиць, площ, парків, скверів тощо). Так, у Києві є чотири вулиці Шевченка та бульвар Тараса Шевченка, який разом із проспектом Берестейським становить одну з найголовніших артерій міста. У Москві є набережна Тараса Шевченка. Цю назву вона отримала 1961 року під час Всесоюзного відзначення столітнього ювілею з дня смерті українського поета. Окрім України, вулиці Шевченка знаходяться у 21 місті Російської Федерації, містах: Алмати (Казахстан), Ольштин (Польща), Х'юстон, Оберн, Піскатауей Тауншіп (США), Канора (Канада). Бульвари Шевченка, окрім Києва і Черкас, розташовані в Донецьку, Запоріжжі, Маріуполі, Тернополі, а також у Мінську (Білорусь) та Ласаллі (Канада). Назву проспект Шевченка носять магістралі у Львові, Одесі та Сумах. Площі Шевченка є у Києві, Білій Церкві та Броварах. В Україні та за кордоном є низка парків, садів і скверів, присвячених Шевченку. Так, парки імені Тараса Шевченка розташовані у Білій Церкві, Броварах, Дніпрі, Івано-Франківську, Києві, Одесі, Рівному, Тернополі та Вінніпезі (Канада). Сад імені Тараса Шевченка знаходиться у Харкові, а сквери — у Сумах, Хмельницькому, Тернополі та у Парижі (Франція).
| - Площа Шевченка в Києві - Площа Шевченка у Білій Церкві - Вокзал імені Шевченка у Смілі - Бульвар Шевченка в Черкасах - Бульвар Шевченка у Мінську - Вулиця Шевченка у Дніпрі - Вулиця Шевченка в Єревані - Вулиця Шевченка у Прешові - Ландшафтний заказник «Тарасів обрій» - Парк Шевченка у Києві - Сквер Шевченка у Санкт-Петербурзі - Сквер Шевченка в Тернополі - Сад Шевченка у Харкові |

## Культурні та освітні заклади
Ім'я Шевченка носить низка культурних та освітніх закладів. Навчальні заклади: Київський та Луганський національні університети, Чернігівський педагогічний університет, Кременецький обласний гуманітарно-педагогічний інститут та головний університет Наддністрянської Республіки. Культурні заклади: Національна опера; Тернопільський, Волинський та Харківський драматичні театри; Криворізький театр драми та музичної комедії; Дніпровський, Черкаський та Чернігівський музично-драматичні театри, а також численні кінотеатри.
| - Київський університет - Луганський університет - Чернігівський університет - Кременецький інститут - Придністровський університет |

| - Національна опера - Тернопільський театр - Волинський театр - Харківський театр - Дніпровський театр - Криворізький театр |

## Музеї
В Україні та за кордоном існує багато музеїв Шевченка. Найбільшим меморіальним комплексом, присвяченим поету, є Шевченківський національний заповідник на місці поховання поета на Тарасовій горі у Каневі. Найбільшим є Національний музей у Києві, його філіалом є Літературно-меморіальний будинок-музей. У місцях перебування поета створено низку музеїв, зокрема, Хата на Пріорці (Київ), Меморіальний музей-гауптвахта Шевченка (Оренбург), Музей-квартира Шевченка (Санкт-Петербург) тощо. Окрім цього створені музеї, у місцях, де поет ніколи не бував, зокрема у Львові, Торонто (Канада).
| - Національний музей (Київ) - Літературно-меморіальний будинок-музей (Київ) - Хата на Пріорці (Київ) - Музей-квартира Шевченка (Санкт-Петербург) - Музей-гауптвахта Шевченка (Оренбург) - Меморіальний комплекс (Форт-Шевченко) |

## Премії, нагороди
У галузі літератури з 1961 року щорічно присвоюється Шевченківська премія (одна з найпрестижніших відзнак України) й пам'ятна медаль «За вірність заповітам Кобзаря» (найвища відзнака Українського фонду культури). У 2010 і 2011 роках, з метою вшанування пам'яті поета, указами Президента України:
- започатковано проведення Міжнародного мовно-літературного конкурсу учнівської та студентської молоді імені Шевченка як щорічного загальнонаціонального заходу;
- засновано іменні стипендії переможцям Міжнародного мовно-літературного конкурсу імені Шевченка для переможців фінального етапу цього конкурсу, які набрали найбільшу кількість балів[8][9].

| - Відзнака «За вірність заповітам Кобзаря» - Почесний знак лауреата Шевченківської премії |

## Нумізматика
Пам'яті Шевченка була присвячена серія українських, радянських та казахстанських монет. 1989 року в Радянському Союзі було випущено монету 1 карбованець «175-річчя з дня народження Т. Г. Шевченка» з портретом поета. 1997 року вийшла пам'ятна золота монета номіналом 200 гривень. 2011 року до 150-річчя смерті поета випущено монету в 5 гривень «Останній шлях Кобзаря». 2014 року до 200-річчя поета Національний банк України випустив пам'ятні монети з нейзильберу та срібла. Також Національний банк Казахстану до цього ювілею випустив дві монети в 50 та 500 тенге.
| - 1 карбованець, «Тарас Шевченко» (СРСР, мідно-нікелевий сплав, 1989) - 200 гривень, «Т. Г. Шевченко» (золото, 1997) - 5 гривень, «60 років Національному музею Т. Г. Шевченка» (нейзільбер, 2009) - 5 гривень, «Останній шлях Кобзаря» (нейзільбер, 2011) - 5 гривень, «50-річчя заснування премії ім. Т. Г. Шевченка» (нейзільбер, 2014) - 5 гривень, «200-річчя з дня народження Т. Г. Шевченка» (нейзільбер, 2014) - 50 гривень, «200-річчя з дня народження Т. Г. Шевченка» (срібло, 2014) |

## Боністика
Шевченко зображувався на українській купюрі номіналом 1000000 карбованців й на банкнотах у 100 гривень всіх випусків. Окрім цього поета зображено і на купюрі 50 придністровських рублів.
| - 1000000 карбованців (1995) - 100 гривень (1994) - 100 гривень (2005) - 100 гривень (2015) - 50 рублів (Приднестров'я, 2000) |

## Філателія
Філателістична шевченкіана налічує понад 110 років. На початку ХХ ст. вийшли поштові картки з Шевченком «Автопортрет у темному костюмі. 1860 р.» та «Шевченко коло Дніпра», що є репродукцією картини українського живописця і графіка К. Трутовського (1875), яка спочатку мала назву «Кобзар над Дніпром». На картці зображено Шевченка, який сидить на поваленому стовбурі дерева, притиснувши до себе бандуру, а за його спиною зображене Дніпро. 1904 року до 90-річчя від дня народження Шевченка Українська радикальна партія в Коломиї видала дві марки із зображенням поета. 1919 року 14 марок номіналом від 1 до 200 гривень замовив уряд УНР у Відні. Цю серію оформив художник М. Івасюк. Серед зображень був і портрет Шевченка, який був створений для марки на основі відомого живописного твору І. Крамського (1871). На цій марці номіналом 20 гривень Шевченка, обрамленого орнаментом, зображено у смушковій шапці. В обіг ці марки так і не надійшли, тому що УНР була окупована більшовиками, а її Уряд 16 грудня 1919 року виїхав за кордон. Пізніше ці марки використовували як агітаційні.
На початку 1920-х років Київський музей революції з нагоди святкування пам'яті Шевченка видав дуже велику кількість поштових карток, через що потім їх нереалізовані екземпляри у музеї використовували як каталожні картки. На цих картках були зображені хата, де народився Шевченко, і він на засланні в Орській фортеці. 1923 року вийшла перша поштова марка УРСР з портретом Шевченка номіналом 20 карбованців та написом «На допомогу голодуючим». Частина коштів, перерахованих з продажу, йшла на допомогу українцям, котрі постраждали від неврожаю. Марка виконана в теплій коричневій гамі, а портрет поета оточений традиційним українським рослинним орнаментом. 1939 року художником С. Поманським була створена серія марок «125 років від дня народження українського народного поета Т. Г. Шевченка». Одна марка є репродукцією автопортрета молодого Шевченка 1840 року, друга — репродукцією світлини І. Досса 1858 року, з якої поет (у зрілому віці, без головного убору, в костюмі) проникливо дивиться на глядача. Ще один малюнок С. Поманський зробив до марки «Пам'ятник Т. Г. Шевченку у Харкові». Окрім цього, 1939 року вийшла художня картка з гравюри В. Мате (1856—1966), що відтворює фотографію А. Деньєра, де Шевченко представлений в шапці зі смушка і в кожусі. Інші поштові картки 1939 року зображують краєвиди Канева та пам'ятник Шевченку скульптора М. Манізера.
1954 року вийшла марка художника М. Щипаєва «300 років возз'єднання України з Росією», з пам'ятником Шевченку, та поштова картка Л. Столигво «Т. Г. Шевченко». Серія «Українські письменники і поети» 1956 року була виконана художником О. Артамоновим. На ній Шевченко зображений у костюмі. Деякі випуски друкованої продукції були присвячені шевченківським місцям. На конверті 1987 року «Київ. Літературно-меморіальний Будинок-музей Т. Г. Шевченка» зображена філія Національного музею Шевченка — будиночок, де поет жив з 1846 року і до свого арешту 5 квітня 1847 року. Останні радянські марки та конверт з Шевченком вийшли 1989 року. На марці був погрудний портрет поета, виконаний з фотографії 1860 року. А на конверті «150 років першому виданню збірника віршів Т. Г. Шевченка „Кобзар“» поет представлений на тлі розгорненої книги.
Крім колишнього СРСР, де часто видавалась поштова атрибутика до ювілеїв Шевченка, марки з поетом виходили й за кордоном, 1971 року конверт із маркою, на якій був зображений поет, випустили в Парагваї. Надрукувати її генерала А. Стресснера переконав український емігрант М. Самоверський. 1976 року Український конгресовий комітет Америки надрукував блок, у якому на одній марці були намальовані Шевченко та Дж. Вашингтон. Наприкінці 1990-х років у Нью-Йорку вийшла поштова картка, створена для журналу «Сучасність» художником і співредактором Б. Певним, де, Шевченко, зображений майже на повний зріст, у сучасному костюмі, звертається до глядача: «Чи твої діти говорять моєю мовою?».
У роки незалежності Пошта України 1995 року, у серії поштових марок «Світочі української літератури», випустила марку художника Р. Цессіна «Т. Г. Шевченко. 1814—1861»: на
блакитному тлі з рослинним орнаментом та «Кобзарем» зображено погруддя митця, прикрашене лавровими гілками зі стрічкою. 1997 року, до IV філателістичної виставки, проведеної у Черкасах, вийшла марка «Пам'ятник Т. Г. Шевченку», на якій зображений монумент поету у Каневі та Будинок Черкаського обласного краєзнавчого музею. 2001 року вийшов конверт на честь 12-річчя відновлення Тернопільського обласного Товариства української мови ім. Т. Шевченка. 2002 року вийшла марка Шевченка з аквареллю «Аскольдова могила». Одній з найяскравіших картин Шевченка — «Катерина» (1840), були присвячені як радянські, 1979-го, так і українські марки 2007 року. Також 2007 року Укрпошта започаткувала щорічний випуск шевченківських марок до 200-річчя з дня народження поета, яке мали відзначати 2014-го. Серія почалася з випуску у 2007-го марки з одним із перших автопортретів поета, створеного у листопаді 1843 року, під час його перебування в Яготині. Й поштового блоку 2010 року «Автопортрет», де Шевченко показаний на засланні в Орську.
2014 року до 200-річчя Кобзаря про випуск поштової марки із зображенням Шевченка оголосила Українська асоціація Нової Зеландії. На ній поета зобразили у вигляді учасника євромайдану на тлі палаючої барикади із шиною на плечі.
| - «Світочі української літератури: Т. Шевченко» (1995) - «200-річчя з дня народження Т. Шевченка» (2007) - «Перлини мистецького спадку Т. Шевченка» (2008) - «Перлини мистецького спадку Т. Шевченка» (2008) - «Перлини мистецького спадку Т. Шевченка» (2008) - «200-річчя з дня народження Т. Шевченка» (2010) - «200-річчя з дня народження Т. Шевченка» (2014) |

| - 1961 - 1964 - 2014 - 1954 - 1961 - 1988 |

## Художня література
Художні твори про Шевченка почали писати ще за життя письменника. У 1841 році український поет О. Афанасьєв-Чужбинський присвячує авторові «Кобзаря» свій вірш «Шевченкові», у якому він захоплено відгукується про його вражаючу поезію. Саме з цього твору прийнято вести відлік художньої шевченкіани. На сьогодні дослідники нараховують понад сім тисяч творів, у яких художньо осмислюється життєвий і творчий шлях Шевченка.
Особливо плідним у плані створення історико-біографічних творів про Шевченка стало ХХ століття. На думку дослідників, упродовж цього століття простежуються дві основні тенденції при трансформуванні образу Шевченка. Одні автори значною мірою заідеологізовували образ Шевченка, підганяли його до шаблонних догм соціалістичного реалізму, хоча це суперечило сутності натури поета. Зокрема, цим позначені п'єси С. Голованівського «Поетова доля», В. Суходольського «Тарасова юність», Ю. Костюка «Тарас Шевченко» тощо. Але переважна більшість українських письменників, навіть за умови творчої несвободи в СРСР, створили великий масив життєписів про Шевченка, які в основних своїх тенденціях наближені до історичної правди. До таких творів, зокрема, потрапили повісті С. Васильченка «В бур'янах», Г. Хоткевича «Тарас Шевченко», О. Ільченка «Петербурзька осінь», романи О. Іваненко «Тарасові шляхи», Л. Смілянського «Поетова молодість», З. Тулуб «В степу безкраїм за Уралом», роман-дилогія В. Шевчука «Син волі», та «Терновий світ», поема І. Драча «Смерть Шевченка», драма Ю. Щербака «Стіна».
Окрім цього, у численних країнах світу упродовж багатьох років, створювалася шевченкіана української діаспори. Значна її частина мала вихід на дитячого читача. Серед таких творів, зокрема, були «Перші кривди: Оповідання з дитячих літ Кобзаря» А. Лотоцького, «Шевченкова верба» Б. Лепкого, «Селянський король» Ю. Липи, «Шлях велетня. Ілюстрована біографічна розповідь про Тараса Шевченка» Н. Лівицької-Холодної тощо. У цих авторів була змога вільно говорити про ті речі, які були неможливими для радянських митців. Це стосувалося національної сутності творчості письменника, його ставлення до Російської імперії та росіян, трактування ключових постатей української історії.
Свої вірші Шевченку присвячувала низка поетів, зокрема Л. Костенко («Кобзареві»), Б. Лепкий («Літ тому сто», «Хата», «До Тарасової матері», «Батькове пророцтво» тощо), А. Малишко («Пам'ятник Тарасові», «На горі чернечій», «Тарасу Шевченкові», «Тарас» тощо), В. Стус («Тарас на засланні», «Борітеся — поборете! Мені Тарас порадив у безсонній ночі»), Л. Українка («Роковини», «Легенда», «На роковини Шевченка», «Жалібний марш»), В. Самійленко («На роковини смерті Шевченка», «Вінок Тарасові Шевченку в день 26 лютого», «Українська мова», «26 лютого») й багато інших.

## Видання творів
Після смерті Шевченка збірки його творів найчастіше друкувалися під назвою «Кобзар». Першим повним виданням поезій Шевченка став «Кобзар» 1907 року за редакцією Василя Доманицького. Вперше повне видання творів у п'яти томах було підготоване до друку за редакцією Богдана Лепкого й вийшло у 1919—20 роках. До цього, від часу появи «Кобзаря» у 1840 році, і до 1920 року, не існувало жодного видання, яке охоплювало б всю спадщину письменника: поезію, прозу, дрматургію, малярську творчісь. Надалі кількість повних виданнь, або зібраннь творів Шевченка, збільшувалася, одним з найбільших було шістнадцятитомне видання за редакцією Павла Зайцева 1934—39 років. Окрім регулярного друку в Радянському Союзі, у 20-х—80-х роках XX ст. зростала кількість перекладів творів поета у світі, зокрема, у Польщі, Чехословаччині, Болгарії, Німеччині, Англії, Франції, Італії, США, Канаді.
| - «Кобзар» (1895) - «Кобзар» (1922) - «Кобзар» (1908) - «Кобзар» (1911) - Повне видання творів Шевченка (1959—1961) - «Кобзар» (1985) - «Кобзар» (2002) |

## Дослідження життя і творчості
Наукове вивчення життя, творчості та багатогранної діяльності Шевченка, а також його місця в історії Східної Європи та у світовому літературному процесі — предмет окремої науки шевченкознавства. Вивчення спадщини Шевченка — проблема невичерпна та багатобічна, і тому шевченкознавство як міждисциплінарна галузь наукового знання відзначається різними напрямами досліджень (біографічний, бібліографічний, літературознавчий, текстологічний, мовознавчий, лексикографічний, мистецтвознавчий, естетичний, психологічний, педагогічний, релігійно-етичний, філософський, суспільно-політичний тощо). На сьогодні більша частина літературних творів й документів Шевченка зберігаються в Інституті літератури (Київ), який і займається дослідженням життя та творчості поета, а художні — в Національному музеї, які носять його ім'я.
| - Інститут літератури ім. Т. Шевченка - Національний музей ім. Т. Шевченка |

## Фільми
Існує близько двох десятків автобіографічних ігрових фільмів про Шевченка й створених за мотивами його творів, знятих в СРСР та Україні. Приблизно таку ж кількість складають й документальні фільми про поета. На екрані образ Шевченка втілювали Амвросій Бучма, Сергій Бондарчук, Дмитро Франько, Іван Миколайчук, Тарас Денисенко, Дмитро Суржик. Багато кінематографістів за створення фільмів, пов'язаних з Шевченком, отримали Шевченківську премію (Михайло Бєліков, Олег Бійма, Юрій Іллєнко, Лариса Кадочникова, Олександр Косинов, Тимофій Левчук, Микола Мащенко, Леонід Мужук, Сергій Параджанов, Леонід Осика, В. Шкурін, Микола Шудря й інші).

## Театр
Поетичній творчості Шевченка притаманний глибокий внутрішній драматизм, тому його поеми інсценувалися ще за життя поета. Зокрема, поема «Катерина» лягла в основу оперети С. Карпенка (1860), мелодрами П. Свенцицького (1862). Велику сценічну історію мають інсценізації М. Кропивницького «Невольник» (1872) і «Титарівна» (1892), а також «Мати-наймичка» І. Тогобічного (1900) тощо.
Радянський період також відзначився дуже активним інсценуванням Шевченка. Зокрема, великою подією в театральному житті України була інсценізація Л. Курбаса вистави за поемою «Гайдамаки» у Театрі ім. Т. Шевченка (1920), театрі «Березіль» (1924), 1964 року у Вінницькому театрі було показано прем'єру вистави «Марина» М. Зарудного за мотивами твору Шевченка, а у Миколаївському театрі — інсценування «Відьми».
В ювілейні роки — 1939, 1961 і 1964 — був поставлена ціла низка п'єс, присвячених Шевченку, зокрема: «Тарасова юність» В. Суходольського (1938, Кам'янець-Подільський театр), «Доля поета» С. Голованівського (1939, Театр ім. І. Франка), «Тарас Шевченко» (1939, Чернігівський театр) і «Слово правди» (2-а частина тетралогії «Думи мої …», 1955, Київський театр юного глядача) Ю. Костюка, «Петербурзька осінь» О. Ільченка (1954, Театр ім. І. Франка), «Пророк» І. Кочерги (написаний 1948-го й поставлений 1961 року, Театр ім. І. Франка), «Серце поета» (1961,
Волинський театр), «Зустріч» (1964, Сумський театр ім. М. Щепкіна), «Петербурзькі ночі» (1964, Одеський театр) тощо.

## Опера та музика
Поезія Шевченка відіграла виняткову роль у зародженні й розвитку української професійної музики. Першу спробу написати оперу на шевченківський сюжет зробив М. Аркас, він написав «Катерину» (за однойменною поемою Шевченка). Г. Козаченко створив оперу «Пан сотник» (за мотивами поеми «Сотник»), а П. Сениця — оперу «Наймичка» (незакінчена) за мотивами однойменних творів поета. Сениця написав також чимало пісень та романсів на слова Шевченка («І широкую долину», «Якби мені черевики», «Тече вода в синє море», «Минули літа молодії», «Нащо мені врода» (з «Гайдамаків»), «Чого мені тяжко?»), а також хорів («І небо невмите», «Чигрине, Чигрине!», «Чи ми ще зійдемося?», «За сонцем хмаронька», «Гомоніла Україна» (з «Гайдамаків»)). Майстром солоспівів («Плавай, плавай, лебедонько» (з «Тополі»), «І золотої й дорогої») та монументальних хорових творів («Рано-вранці новобранці», «У неділеньку у святую», «Ой у полі могила» (з «Наймички»)) на поезії з «Кобзаря» був К. Стеценко. Він зробив і кілька варіантів обробок мелодії Г. Гладкого до «Заповіту», написав кантату «Шевченкові», приурочивши її до 50-річчя з дня смерті поета. У творчому доробку Я. Степового на слова Шевченка — солоспіви («За думою дума» («Гоголю»), «Три шляхи», «Утоптала стежечку», «Ой стрічечка до стрічечки», «Зацвіла в долині», «Сонце заходить, гори чорніють»), ансамблі («Ой по горі роман цвіте», «Над Дніпровою сагою») та хор «Тече вода з-під явора». Поетові композитор присвятив хор «На роковини Шевченка», солоспів «Не на шовкових пелюшках» і «Прелюд. Пам'яті Т. Г. Шевченка» для фортепіано. Революційний пафос Шевченкової поезії, її драматизм і глибокий ліризм відтворено в монументальних музичних образах кантати-симфонії «Кавказ» і кантати «Заповіт» С. Людкевича. Високохудожні твори на Шевченкові тексти написали Ф. Колесса («На музиці» («Утоптала стежечку»), «Дівчина і рута» («Ой умер старий батько»), «У гаю, гаю вітру немає» (з «Гайдамаків»), «Закувала зозуленька»), Г. Топольницький («Хустина»), С. Воробкевич («Огні горять», «Заросли шляхи тернами», «І широкую долину»), Й. Кишакевич («У тієї Катерини хата на помості»), «На вічну пам'ять Котляревському», «Тарасова ніч»), Д. Січинський («І золотої й дорогої», «Минули літа», «У гаю, гаю» (з «Гайдамаків»), «Лічу в неволі») та В. Барвінський («Заповіт»). Автором багатьох ліричних і жанрових солоспівів був В. Заремба («Чого ти ходиш на могилу?», «І багата я, і вродлива я», «На улиці невесело», а також «Через гору піду» і «Тра-лала, тра-ла-ла, на базарі була» (пісні Стехи з «Назара Стодолі»)) тощо.

## Народно-словесна та музична творчість
У народну творчість Шевченко входив двома шляхами. З одного боку — через свої, глибоко народні, поезії, співзвучні мріям та сподіванням українського народу. З другого — героїчне життя Шевченка відтворювалось численними його шанувальниками, носіями фольклору. Перші спроби покласти на музику поезії Шевченка зробили неписьменні селяни, які сприймали вірші поета як вираз власних переживань і, намагаючись краще зафіксувати їх у пам'яті й передати іншим, звертались до співу, пристосовували до Шевченкових віршів загальновідомі мелодії й підбирали свої, які найбільше відповідали образному змістові поетичного тексту. Цей процес став органічною частиною народного музичного побуту. В музичний побут переходять і цілі вірші («Тяжко-важко в світі жити», «Тече вода в синє море», «Вітре буйний, вітре буйний!»), і окремі уривки, наприклад такі, як «Єсть на світі доля» (з «Катерини»), «По діброві вітер виє», «Плавай, плавай, лебедонько» (з «Тополі»), «На розпутті кобзар сидить», «Встає хмара з-за лиману», «Над річкою в чистім полі», «Пішов кобзар по улиці» (з «Тарасової ночі»). Органічно ввійшло ім'я поета в прозові жанри: легенди, перекази, бувальщини, народні вірші, прислів'я, приказки. Поет-революціонер постає в нар. уяві то як легендарний герой надзвичайної могутності («Сила Тараса»), то як мудрий навчитель, який вбачає непереможність народу в його єдності («Кукіль і пшениця»), то як насмішник-витівник, що глузує з пихатого панства (поширений у багатьох варіантах переказ про те, як Шевченко намалював генерала з віслюковими вухами і продав цей портрет).

## Народно-декоративне мистецтво
Професійні художники та народні майстри часто зверталися до теми Шевченка в різних видах декоративного мистецтва: килимарстві, ткацтві, вишивці, різьбленні по дереву, кераміці, художньому склі, порцеляні, декоративному розписі. Робота над шевченківською темою не припинялася ніколи, але були періоди особливого піднесення, пов’язані з ювілейними шевченківськими датами (1911, 1914, 1939, 1961, 1964). У період до Жовтневої революції 1917 року до шевченківської теми зверталися майстри лише окремих галузей народно-декоративного мистецтва. За часів Радянської влади цю тему розробляли в усіх її різновидах як окремі майстри, так і колективи митців, а також працівники підприємств художньої промисловості. Якщо до Жовтневої революції митці створювали переважно портрети й статуетки, які передавали, головним чином, зовнішні риси поета і мали прикмети етнографізму, то в радянському декоративному мистецтві образ Шевченка трактувався більш глибоко й різноманітно. На перший план виступали ідейно-художня й емоційно-психологічна виразність. Розроблялися теми за мотивами літературних творів поета. Різне художнє трактування знаходили одні й ті самі теми.

## Товариства та заклади за межами України
За межами України діють: Наукове товариство імені Шевченка в Канаді, Самодіяльний український театр імені Шевченка в Братиславі (Словаччина), Танцювально-хоровий ансамбль імені Тараса Шевченка Товариства об'єднаних українських канадців у Торонто (Канада), школи українознавства у Вашингтоні і Пармі (США), Ліцей імені Тараса Шевченка в Сегеді (Румунія), Школа-ліцей імені Тараса Шевченка у містечку Білий Бір (Польща), Школа імені Т. Г. Шевченка в Лейпцигу (Німеччина), Російська середня школа імені Т. Шевченка в селі Карабутак (Казахстан), Казахська державна художня галерея імені Т. Г. Шевченка.

## Фітоніми
Шевченкове ім'я мають і ряд фітонімів — назв дерев та зелених насаджень. Серед них, зокрема, такі: Каштани Шевченка в Корсуні та Києві, Дуб Шевченка в Полтаві (також відомий як Тарасів дуб, Шевченків дуб) та Дуби Тараса Шевченка, що зростають поблизу села Сураж Шумського району Тернопільської області. 1929 року у місті Мічурінськ відомим селекціонером-помологом, професором Семеном Черненком виведено сорт яблук «Пам'ять Шевченка». Окрім цього існує сорт квіток-флоксів «Тарас Шевченко».
| - Дуб в Києві - Дуб в Каневі - Дуб в Полтаві - Каштан в Корсуні - Каштан в Києві - Флокс «Тарас Шевченко» |

## Живопис, лінографії та літографії
Існує безліч картин та малюнків з Шевченком інших художників. Поета малювали: Ілля Рєпін, Іван Краськой, Сергій Васильківський, Віра Бура-Мацапура, Георгій Вербицький, Григорій Бондаренко, Сергій Бесєдін, Лев Ходченко, Іван Шульга, Іван Їжакевич, Корнило Устиянович, Сергій Бесєдін й багато інших.
Окрім цього були створені ліногравюри та літографії з Шевченком. Зокрема, 1964 року Ніна Вележева створила кольорову ліногравюру «Тарасова наука», а Олександр Алексєєв й Борис Вакс створили літографії «Т. Г. Шевченко в Астрахані» (1939) та «Арешт» (1961) відповідно.
| - «Шевченко в Орській казармі (Г. Бондаренко, 1938) - «Третій арешт Шевченка 1859 року» (С. Бесєдін, 1930-ті роки) - «Зустріч Шевченка з Сошенком у Літньому саду» (І. Шульга, 1938) - Картина «Шевченко на засланні» (К. Устиянович, 1860-ті) |

## Посмертні маска і портрети
Існують посмертні портрети поета, які створили в знак пам'яті, художники Михайло Микешин, Василь Верещагін, Лев Жемчужников, М. Дмитрієв та П. Ейснер. Окрім цього, існує посмертна гіпсова маска поета, знята скульптором Петром Клодтом.
| - Посмертний портрет Шевченка (В. Верещагін, 1861) - Посмертна маска Шевченка |

## Геральдика, плакати, графіті, логотипи, значки, агітація
Образ Шевченка використовується в геральдиці, зокрема він зображений на гербах Черкаської області та села Гаї-Шевченківські. Окрім цього він присутній на символіці «Правого сектору Черкащини».
| - Символіка «Правого сектору Черкащини» (2015) - Герб Черкаської області - Герб села Гаї-Шевченківські |

Присутній образ поета в оформленні й таких атрибутів масової культури, як: логотипи (фестиваль «Ше.Fest»); агатаційні та рекламні плакати, банери та малюнки (зокрема, «Анти-COVID-19», «Анти-російське вторгнення в Україну» тощо); графіті; значки тощо.
| - Постер «Анти-COVID-19» (2020) - Логотип фестивалю «Ше.Fest» (2014) - Настінна агітація (2014) - Анти-військова агітація (2014) - Банер «Нас єднає мова» (2015) |

## Інше
- У жовтні 2014 року в Харкові на стіні 17-поверхового будинку намалювали найбільший у світі портрет Шевченка площею понад 500 м²[20].
- 2014 року почерк Кобзаря було оцифровано як шрифт Kobzar KS.
- Ім'ям Шевченка називалася низка радянських кораблів, зокрема, крейсер «Тарас Шевченко».
- На честь поета названо астероїд 2427 Кобзар та кратер Шевченко на Меркурії.
- На честь Шевченка названо рідкісний мінерал тарасовіт.
- На честь поета проводяться Шевченківські читання та літературні зібрання.
- З 2014 року в селі Моринці, де народився Шевченко, відбувається щорічний всеукраїнський благодійний фестиваль «Ше.Fest», присвячений поету.
- Черкаський обласний радіоклуб та товариство радіоаматорів-короткохвильовиків «Тикич» заснували радіоаматорську дипломну програму «Кобзар». Вона включає низку дипломів, вимпелів та інших нагород за проведення радіозв'язків із короткохвильовиками Черкаської області та інших місць, пов'язаних з ім'ям Шевченка. Наприклад, для отримання диплому «Тарас» потрібно провести на коротких хвилях до 30 зв'язків із населеними пунктами України, де встановлені пам'ятники та бюсти Шевченка.
- У 2021 році команда українського рекламного агентства TABASCO у соціальних мережах презентувала проєкт, завдяки якому вдалося створити творчу реконструкцію голосу Шевченка. Для втілення ідеї було використано точні антропометричні дані, які вдалося встановити завдяки його посмертній масці. Аби голос максимально відповідав дійсності, до проєкту доєдналася група шевченкознавців. Експерти займалися пошуком та аналізом додаткової інформації за спогадами очевидців щодо зовнішності, голосу, способу життя, звичок та перенесених письменником хвороб. На основі отриманих даних було створено 3D-модель голови Шевченка. Далі, за допомогою багатофакторної моделі та нейромережі, зі 108 кандидатів відібрали трьох найбільш репрезентативних. Вони максимально відповідали десяткам сформованих параметрів серед яких: зовнішність, зріст, статура, регіон, особливості здоров'я та інші. На останньому етапі, завдяки технології нейронного синтезу, було об'єднано риси трьох голосів та відтворено голос письменника[21].
- У березні 2024 року, на заході присвяченому 210-річчю від дня народження Шевченка, вперше був представлений ШІ Аватар Тараса Шевченка - цифрова реінкарнація Кобзаря, створена за його образом з використанням технології штучного інтелекту компанією RAVATAR.[22] Аватар розуміє людську мову та може поспілкуватися з будь-ким охочим через Telegram текстом, голосом, чи відео, оперуючи широкою базою знань про біографію та творчість Шевченка, а також історію України, її національну ідею та самобутність.[23]
- 2024 року, Національний Музей Тараса Шевченка за співпраці з компанією RAVATAR запустили першу офіційну Instagram-сторінку, присвячену творчості Тараса Шевченка.[24][25]

| - Теплохід «Тарас Шевченко» - Образ Шевченка на Форумі видавців - Образ Шевченка на радіодиктанті - Образ Шевченка у газеті «Наша Нива» - Образ Шевченка у Київському метро - Кратер Шевченко на Меркурії - Шевченківські літературні вечори - Школа імені Шевченка у Прешові |